# Pinball

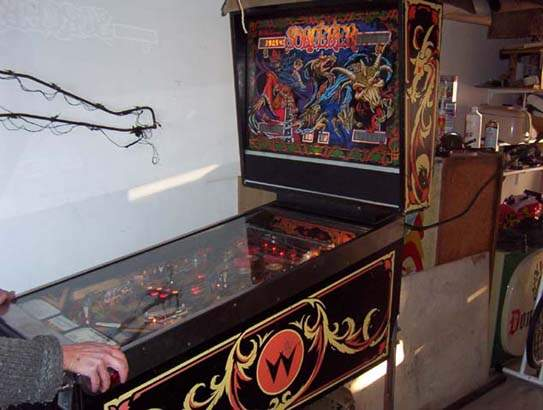
Foto de uma máquina de pinball. O jogador está à esquerda e pode-se ver todo o gabinete ao lado direito.

O pinball (do jogo "kew pin ball"), ou flíper (do inglês flipper), fliperama, é um jogo eletromecânico onde o jogador manipula algumas palhetas (flipper) que fazem bolas de metal atingirem alvos com pontuação (circuitos elétricos) na mesa inclinada e, também evitar cair no espaço existente na parte inferior da mesa de jogo (caçapa). Em 1928 foi criada a versão primitiva com palhetas. Em 1947 com o advento da eletricidade o engenheiro Harry Mabs desenvolveu alvos com circuitos elétricos e pontuação automática.
As primeiras máquinas eram mecânicas e ao longo das décadas foram se sofisticando. Na segunda metade dos anos 70, incorporaram importantes avanços, passando a apresentar painéis de pontuação digitais (displays de LED), efeitos sonoros e visuais mais interessantes e maior complexidade de jogo. No início dos anos 80, passaram a incorporar fala sintética.
A Taito foi uma notável fabricante de máquinas de pinball. São exemplos Shock (1979), Meteor (1980), Fire Action e Cavaleiro Negro (1981), Sure Shot, Hawkman, Oba Oba, Titan, Vortex, Rally, em meio a tantas outras.
Outras fabricantes importantes foram a Gottlieb, a Williams, a Flippermatic, LTD, Data East (que mais tarde tornou-se Sega Pinball), Capcom e a Stern.
Na década de 1980, as casas de jogos eletrônicos, os fliperamas, eram uma coqueluche nos centros das grandes cidades. Aos poucos, a reputação destas casas (outrora ruim) foi melhorando e elas invadiram os shoppings centers e endereços mais nobres.
Hoje, no início do Século XXI, ainda que com menos glamour, as máquinas ainda existem e têm seus adeptos, mesmo com a concorrência dos jogos de computador e consoles de jogos eletrônicos.

## História

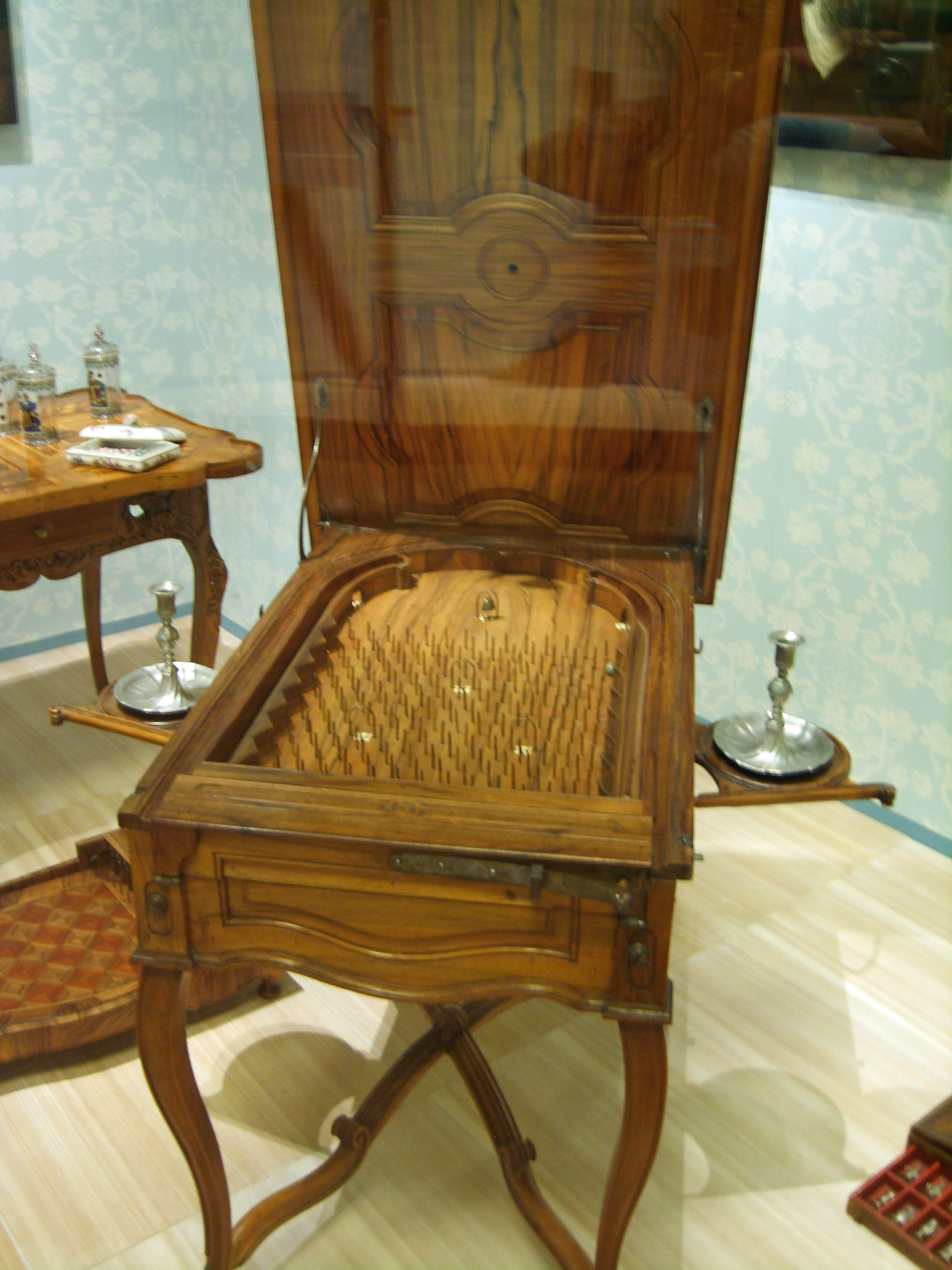
Máquina de 1750.

### Os jogos outdoor
A origem do pinball remete a história de outros jogos com bola. Jogos de arremessar bolas em um campo aberto como a bocha, naturalmente evoluíram para jogos de bater em bolas com bastões com o objetivo de lança-las contra obstáculos. O críquete e o shuffleboard são exemplos de tais jogos.
Com o tempo, surgiram versões destes jogos que eram praticadas em mesas, como o bilhar ou o carrom, ou em pistas como o boliche. Estes jogos de mesa acabaram por se transformar nas máquinas de pinball modernas.
Inicialmente o jogo de pinball usava um taco para fazer bolas de metal acertarem buracos espalhados em uma mesa de madeira inclinada; foi baseado no jogo de salão francês "bagatelle". O termo pinball vem da máquina "Kew Pin Ball" de 1928, que incorporou ao jogo palhetas mecânicos chamadas "fliper", que eram acionados por botões externos.

### Bagatelle
Há registros históricos da existência de jogos de mesa desde o século XV. Ao mesmo tempo que alguns jogos transformaram os gols do críquete nas caçapas dos jogos de bilhar modernos, algumas mesas diminuíram em tamanho e os buracos foram colocados em posições estratégicas no meio da mesa.
Na França, durante o reinado de Luís XIV, alguém criou uma mesa de bilhar menor que o usual e colocou pinos em uma das extremidades da mesa enquanto o jogador ficava na outra extremidade atirando bolas com um bastão com o intuito de derrubar os pinos. Os pinos levavam muito tempo para serem reerguidos após derrubados, portanto, uma evolução natural foi fixar os pinos na mesa e buracos na mesa se tornaram os alvos. Os jogadores podiam ricochetear a bola nos pinos para acertar os buracos mais difíceis de se alcançar.
Em 1777 houve uma festa para o rei e sua esposa no Chateau D'Bagatelle, castelo do irmão do rei. A sensação da festa era um novo jogo em que a mesa era estreita e inclinada e se utilizavam tacos com os quais os jogadores atiravam bolas de marfim para a parte mais alta da mesa. O irmão do rei deu o apelido "Bagatelle" ao jogo que em pouco tempo se difundiu pela França. Alguns soldados franceses levaram suas mesas de Bagatelle favoritas para a América enquanto ajudavam a combater os ingleses na Guerra Revolucionária Americana. O jogo tornou-se tão popular nos Estados Unidos a ponto de se ver a figura de Abraham Lincoln jogando bagatelle em uma charge de 1863.

### O nascimento do Pinball
Em 1869, um inventor britânico chamado Montegue Redgrave esteve na América e construiu mesas de bagatelle em sua fábrica na cidade de Cincinnati (Ohio). Em 1871 Redgrave recebeu a patente americana número 115 357 pelos seus "Aperfeiçoamentos em Bagatelle", que substituíam o taco por um lançador com mola. O jogador arremessava as bolas na mesa inclinada utilizando o lançador, mecanismo que existe nas máquinas de pinball até hoje. Essa inovação tornou o jogo mais agradável aos jogadores. O jogo também diminuiu de tamanho e passou a caber em cima de balcões de bar. As inovações de Redgrave no design do jogo são reconhecidas como o nascimento do pinball em sua forma moderna.

### A depressão econômica
Em 1930, estavam sendo fabricadas versões de bagatelle operadas por moedas, agora conhecidas como "marble games" ou "pin games". A mesa ficava debaixo de um vidro e usava o lançador de Redgrave para atirar a bola para o topo da mesa inclinada. Em 1931, "Baffle Ball" de David Gottlieb se tornou o primeiro grande sucesso desta era. Vendido pelo preço de US$ 17,50 (a mesa), o jogo liberava ao jogador 5 bolas por 1 centavo de dólar. O jogo conquistou um público sedento por diversão barata em uma época de depressão econômica. A maioria das farmácias e tavernas nos Estados Unidos possuía máquinas de pinball e muitos destes lugares conseguiam o retorno financeiro para pagar o preço da máquina em questão de apenas alguns dias de diversão de seus clientes. Baffle Ball vendeu cerca de 50 mil unidades e estabeleceu Gottlieb como o primeiro grande fabricante de máquinas de pinball.
Em 1932, Ray Moloney, distribuidor da Gottlieb, começou a achar difícil conseguir mais vendas de Baffle Ball. Frustrado, ele fundou a Lion Manufacturing para produzir um jogo com seu próprio design, a "Ballyhoo", nome de uma revista popular da época. O jogo também foi um grande sucesso. Com sua mesa maior e seus dez buracos tornando-o mais desafiador que "Baffle Ball", vendeu 50.000 unidades em 7 meses. Moloney mudou o nome da companhia para Bally refletindo o sucesso deste jogo. Estas primeiras máquinas eram relativamente pequenas, mecanicamente simples e desenhadas para caber no topo de um balcão.
Na década de 1930 viram muitas inovações no design do pinball com a introdução da eletricidade. Uma companhia chamada Pacific Amusements em Los Angeles, Califórnia, produziu em 1933 um jogo chamado "Contact". A máquina tinha um solenoide usado para ejetar a bola para fora de um buraco no meio da mesa. Outro solenoide tocava um sino. O designer de "Contact" Harry Williams formou em 1944 sua própria companhia, a companhia Williams. Em 1947 o engenheiro mecânico da empresa Gottlieb, Harry Mabs, criou o contador de pontuação automático usando circuitos elétricos, que calculava a pontuação quando a bola de metal batia nos alvos de circuitos elétricos espalhados pela área do jogo.
Outros fabricantes logo seguiram a moda com funcionalidades similares. Luzes elétricas logo se tornaram um padrão para todas as máquinas de pinball subsequentes, com a intenção de atrair a atenção das pessoas para as mesas.
Ao fim de 1932 existiam aproximadamente 150 companhias fabricando máquinas de pinball, a maioria delas na cidade de Chicago, Illinois. Chicago foi o centro de fabricação de pinballs desde então. A competição entre as companhias era brutal, entretanto, e em 1934 restavam apenas 14 companhias.

### O boom pós-guerra

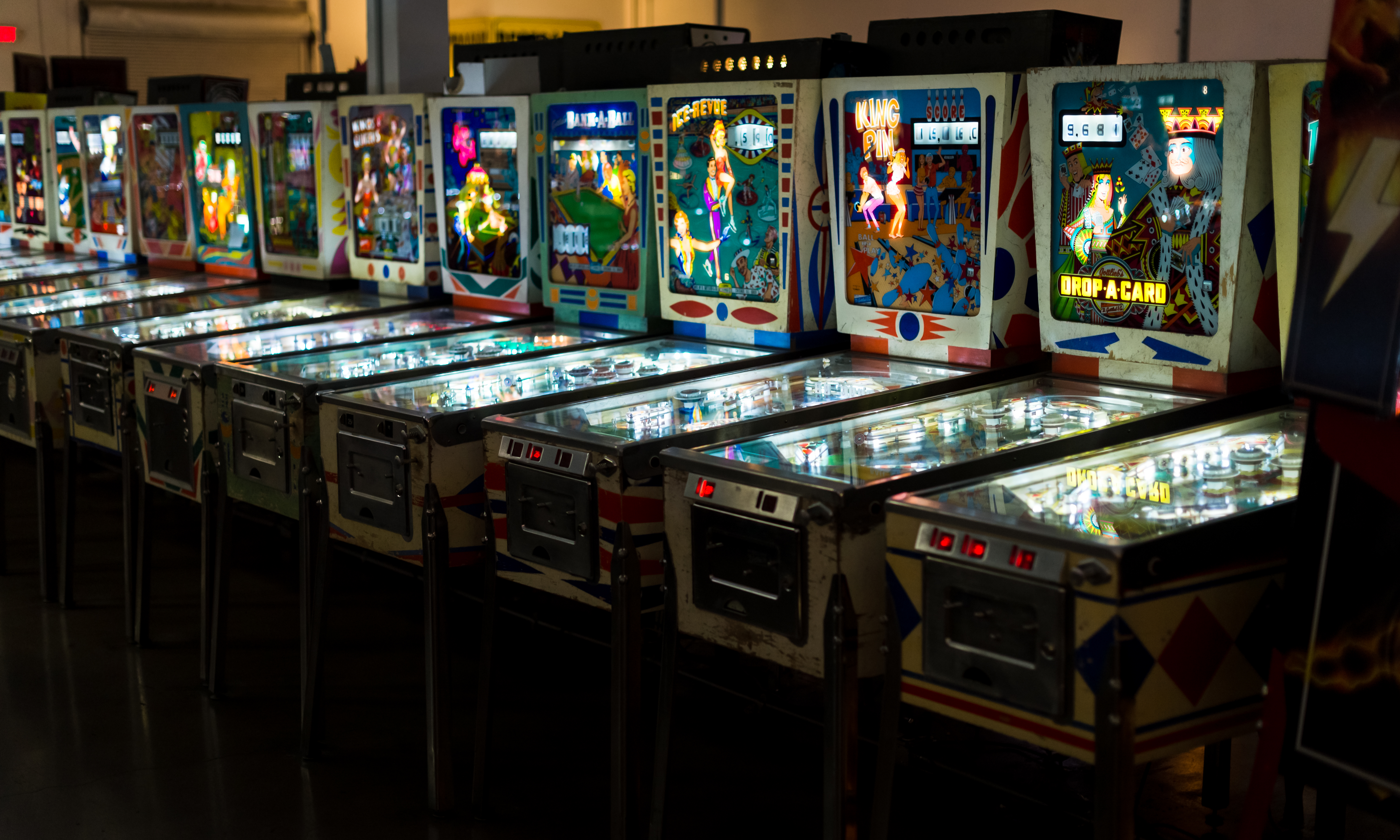
Máquinas no Pinball Hall of Fame em Las Vegas, nos Estados Unidos.

Durante a Segunda Guerra Mundial, todas as grandes companhias de jogos operados por fichas se voltaram para a produção de equipamento de guerra numa atitude de reforço aos EUA. Algumas companhias como a Williams compraram jogos e adicionaram novas imagens com temas patriotas.
Ao fim da guerra, uma geração de norte americanos procurava por diversão em bares e cervejarias. O pinball viveu outra era de ouro. Surgiram inovações como o mecanismo de tilt e os jogos gratuitos, conhecidos como "replays". A mesa "Humpty Dumpty" da Gottlieb, lançada em 1947, foi a primeira a ter flippers controlados pelo jogador adicionando um fator de habilidade ao pinball. Esta grande inovação foi uma das muitas feitas pelo designer Steve Kordek, que também recebe os créditos pela introdução do primeiro "drop target" (em "Vagabond" 1962) e pelo "multiball" (em "Beat The Clock" 1963), conceitos que são considerados fundamentais no pinball.
Na década de 1970, as máquinas receberam chips de computador, que tornaram-se o “cérebro” do equipamento. Na década de 1990, após a criação dos consoles de videogames as máquinas de pinball e arcade perderam popularidade. Atualmente poucas fábricas ainda produzem essas máquinas, por exemplo a Stern nos Estados Unidos.

### No Brasil
Os primeiros pinballs chegaram no Brasil por meio de importação direta por um empresário do setor hoteleiro de Poços de Caldas, MG, em 1940. Em 1946 o Presidente Dutra proibiu o jogo e consequentemente a operação destas máquinas de diversões provavelmente por confundí-las com as máquinas de jogos de azar, como caça-níqueis.
Em 1969 empresários de São Paulo que atuavam basicamente no setor de bilhares iniciaram a importação de pinballs usados dos Estados Unidos de forma independente e capilar. Em 1970, observando que seria um ótimo negócio, o argentino Tadeo Roman vendeu a sua participação em um hotel e criou uma pequena fábrica chamada Diverama na rua Guaianases, estrategicamente próxima à região da rua Santa Efigênia, centro antigo de São Paulo. Provavelmente as máquinas chegavam no Brasil por meio de importação direta ou eram montadas no Brasil (regime conhecido como CKD).
Em 1971 a Taito do Brasil entrou no mercado inicialmente importando máquinas e comprando empresas concorrentes e posteriormente instalando numa enorme fábrica no bairro de Santo Amaro, em São Paulo, com aproximadamente dez mil metros quadrados.
O elevado custo de importação por ser classificado como um produto supérfluo tornou economicamente inviável a importação de máquinas e leva a Taito a produzir máquinas no Brasil mudando o foco do negócio da empresa que globalmente se concentrava em operação de lojas de diversões eletrônicas.
Seu primeiro projeto foi um pinball eletrônico que usava tecnologia TTL, isto é, embora digital, não utilizava microprocessador, fortemente inspirada num fabricante espanhol chamado Playmatic. Este sistema apresentou vários inconvenientes técnicos (dificuldade de manutenção em campo, dificuldade de treinar uma rede enorme de equipes de manutenção e - o pior problema - centelhas elétricas fortes próximas à porta da máquina faziam a máquina conceder créditos, o que representava uma violenta perda de arrecadação).
No final dos anos 70 um novo projeto desenvolvido no Brasil e, já sob a lei de reserva de mercado, colocou as máquinas da Taito no mesmo nível dos fabricantes americanos do ponto de vista de hardware e software. Este sistema usava um microprocessador 8080 da Intel e apresentava vários recursos e facilidades muito avançadas para a época, como levantamento estatístico de dados (tempo médio de jogo, tempo total de horas que a máquina está ligada, quantas vezes a máquina foi desligada etc.) Até o final das atividades da Taito este sistema foi usado, embora um novo projeto, usando o microprocessador Z80 chegou a ser implantado nas últimas máquinas da linha de produção, provavelmente para testes em campo. Os avanços principais na parte eletrônica praticamente se concentraram na placa de som, que no início sequer existia e, nos modelos mais sofisticados, usava um microprocessador Motorola 6800, Sintetizador de voz Votrax SC-01 e dois geradores de som GI modelo AY-3-8910.
Externamente a Taito basicamente reproduzia as máquinas norte-americanas de sucesso, principalmente da Willians e da Bally. A LTD, sediada em Campinas, SP, também produzia principalmente réplicas das máquinas americanas Williams, Bally e Gottlieb desde os anos 70 e o projeto da parte eletrônica também era próprio, usando um microprocessador Motorola 6802 nas primeiras máquinas (por exemplo: Space Poker, cópia da Williams Alien Poker) e um 6803 nas últimas máquinas, de meados dos anos 80 (exemplo Pec Man, cópia da Bally Pac Man e Haunted Hotel, cópia da Gottlieb Haunted House). O curioso é que como ambas copiavam modelos do mesmo fabricante, surgiram cópias do mesmo modelo da Taito e da LTD, como a clássica Bally Xenon, que serviu de inspiração para a Taito Zarza e também para a LTD Zephy.
Nos anos 80 surgiram mais três fábricas com uma produção consideravelmente menor: Fliperbol, Rowamet (ambas sediadas no estado de SP).